# Starozagorsko Pole
Starozagorsko Pole (bulgariska: Старозагорско Поле) är en slätt i Bulgarien.   Den ligger i regionen Stara Zagora, i den centrala delen av landet, 210 km öster om huvudstaden Sofia.
Trakten runt Starozagorsko Pole består till största delen av jordbruksmark. Runt Starozagorsko Pole är det ganska glesbefolkat, med 40 invånare per kvadratkilometer.